# Anthurium obtusilobum
Anthurium obtusilobum är en kallaväxtart som beskrevs av Heinrich Wilhelm Schott. Anthurium obtusilobum ingår i släktet Anthurium och familjen kallaväxter. Inga underarter finns listade.